# Malaconothrus longidorsus
Malaconothrus longidorsus är en kvalsterart som beskrevs av Yamamoto och Coetzee 2003. Malaconothrus longidorsus ingår i släktet Malaconothrus och familjen Malaconothridae. Inga underarter finns listade i Catalogue of Life.